# Шаштобе
Шаштобе (каз. Шаштөбе) — упразднённое село в Туркестанской области Казахстана. Находилось в подчинении городской администрации Кентау. Входило в состав Карнакского сельского округа. Примыкает к северной границе села Карнак. Код КАТО — 512039400. В 2010 году включено в состав села Карнак.

## Население
В 1999 году население села составляло 1771 человек (912 мужчин и 859 женщин). По данным переписи 2009 года в селе проживало 1236 человек (629 мужчин и 607 женщин).